# Nordea maja
Le siège de Nordea (en estonien : Nordea maja) est un immeuble de grande hauteur construit dans le quartier de Maakri du  district Kesklinn à Tallinn, en Estonie.

## Présentation
L'édifice a été conçu par Emil Urbel et Indrek Erm dans un style postmoderne.
Haut de 54,2 mètres l'immeuble de 14 étages a été construit par Aivar Lukk d'E-Inseneribüroo de 2008 à 2009.